# ソコロ島

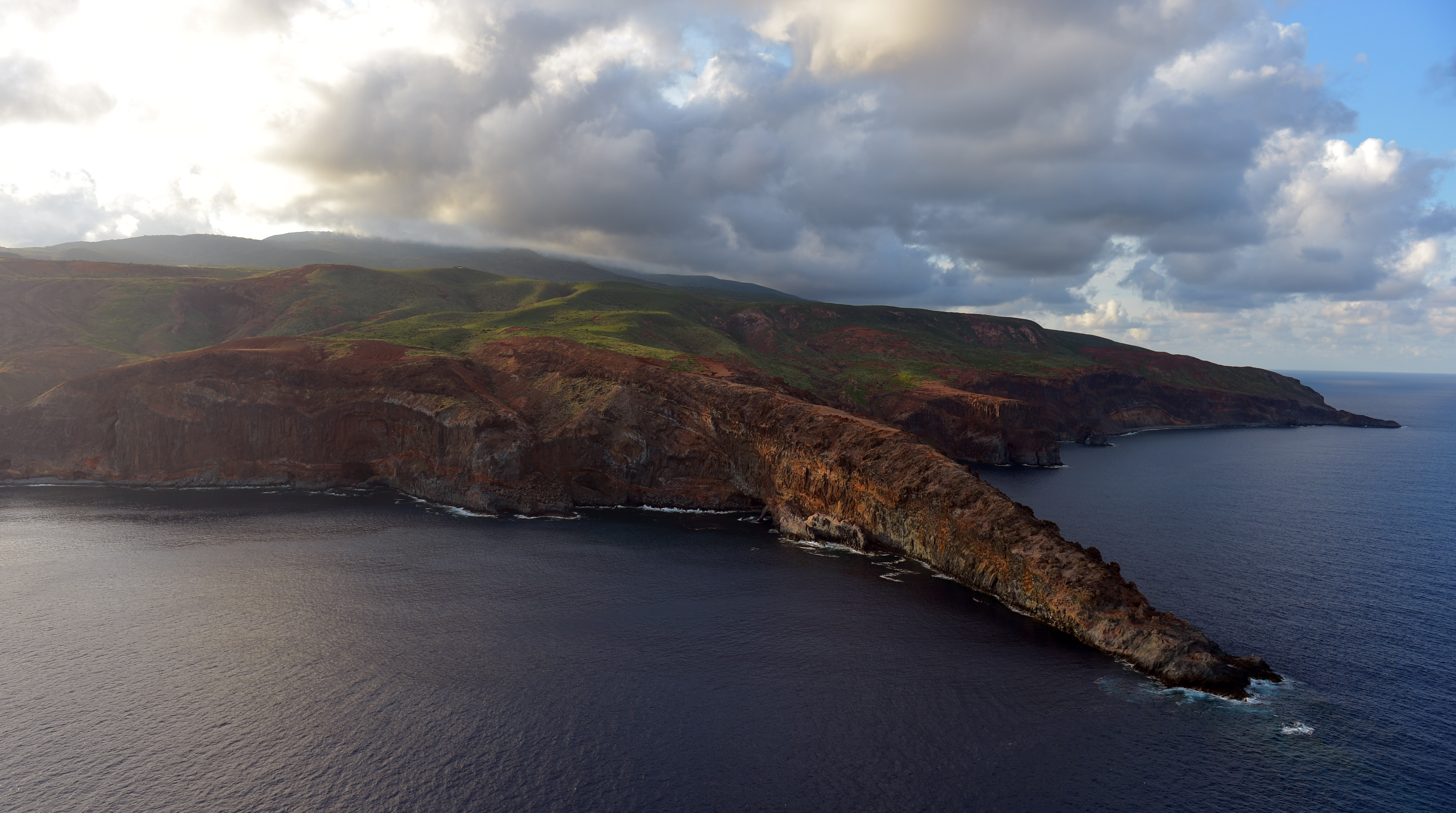
ソコロ島

ソコロ島（ソコロとう、スペイン語: Isla Socorro）はメキシコの太平洋沖に位置するレビジャヒヘド諸島に属する火山島である。行政上は群島の他の島々と同じく、コリマ州マンサニージョに属する。

## 地理
レビジャヒヘド諸島最大の島で、長さ16.5km、幅11.5km、面積は132㎢である。バハ・カリフォルニア半島の南端からは440km、メキシコ本土からは700km離れている。島は不規則な菱形をしている。島の北端がミドルトン岬、南端はレグラ岬となり、レグラ岬の東側の小さな入り江が最も上陸に適した地点となっている。この入り江は1954年に訪れたフリゲート艦パパロアパンの司令官を記念して、グアダラハラ大学の探検隊によりバルガス・ロサーノ湾と名付けられた。レグラ岬の北西約5kmに位置するグレイソン湾には淡水泉がある。島は海底から急激に上昇する巨大な楯状火山の一部を成し、島の風景は部分的に固まった溶岩で満たされた多数のクレーターと峡谷によって特徴付けられている。島の最高峰エヴァーマン山（スペイン語: Volcán Evermann）（標高1,050m）は、20世紀初頭にカリフォルニア科学アカデミーのディレクターとして島の科学的探査を推進した魚類学者、バートン・ウォーレン・エヴァーマン（英語: Barton Warren Evermann）にちなんで名付けられた。1905年と1951年に噴火が観測されているが、1848年、1896年にも噴火したと考えられている。1993年の1月下旬から2月上旬にかけて、西海岸のプンタ・カナより3km沖合の地点で海底噴火が起こった。晴れた日には北へ51km離れたサン・ベネディクト島を山頂から眺めることができる。

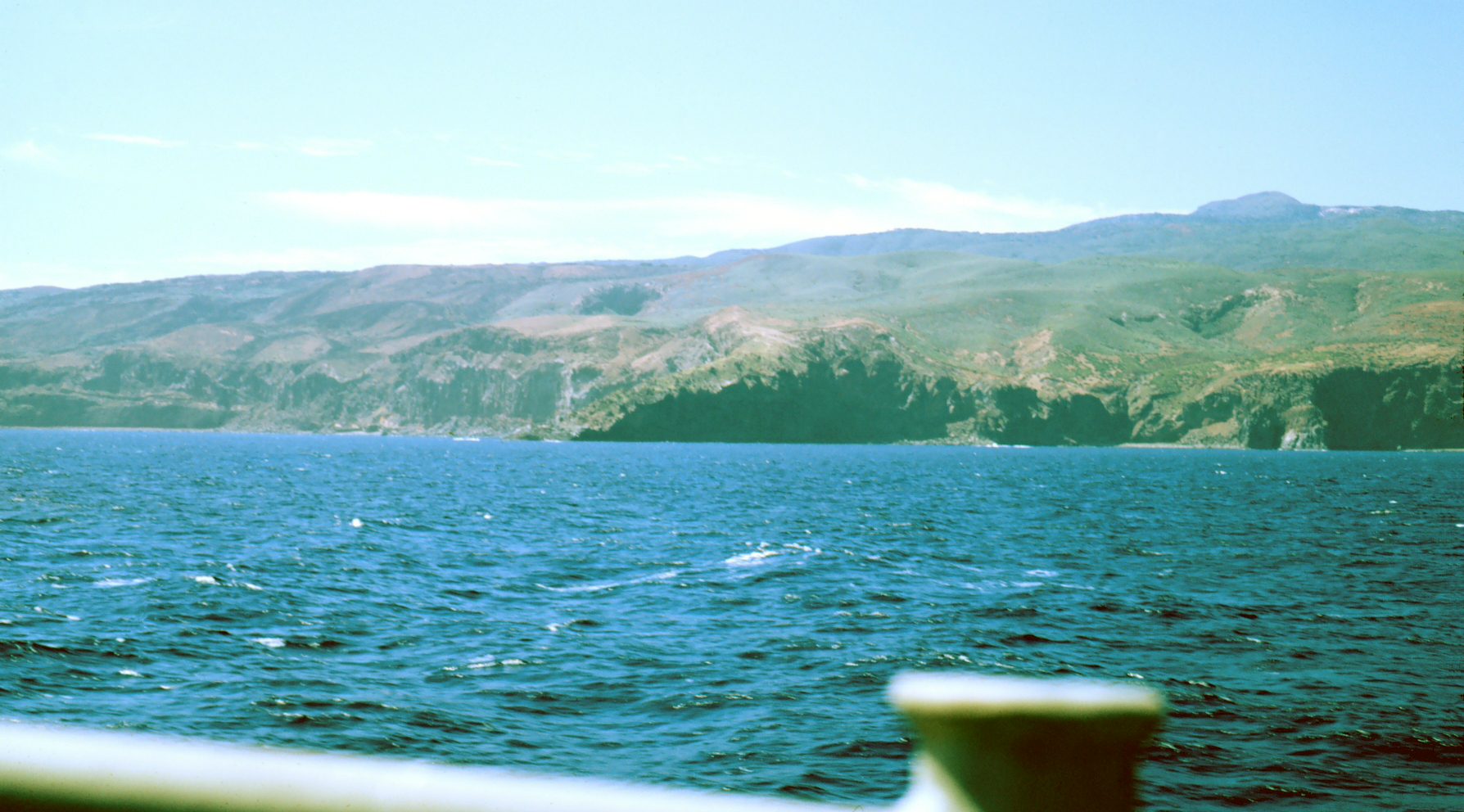
海から見たソコロ島の景色
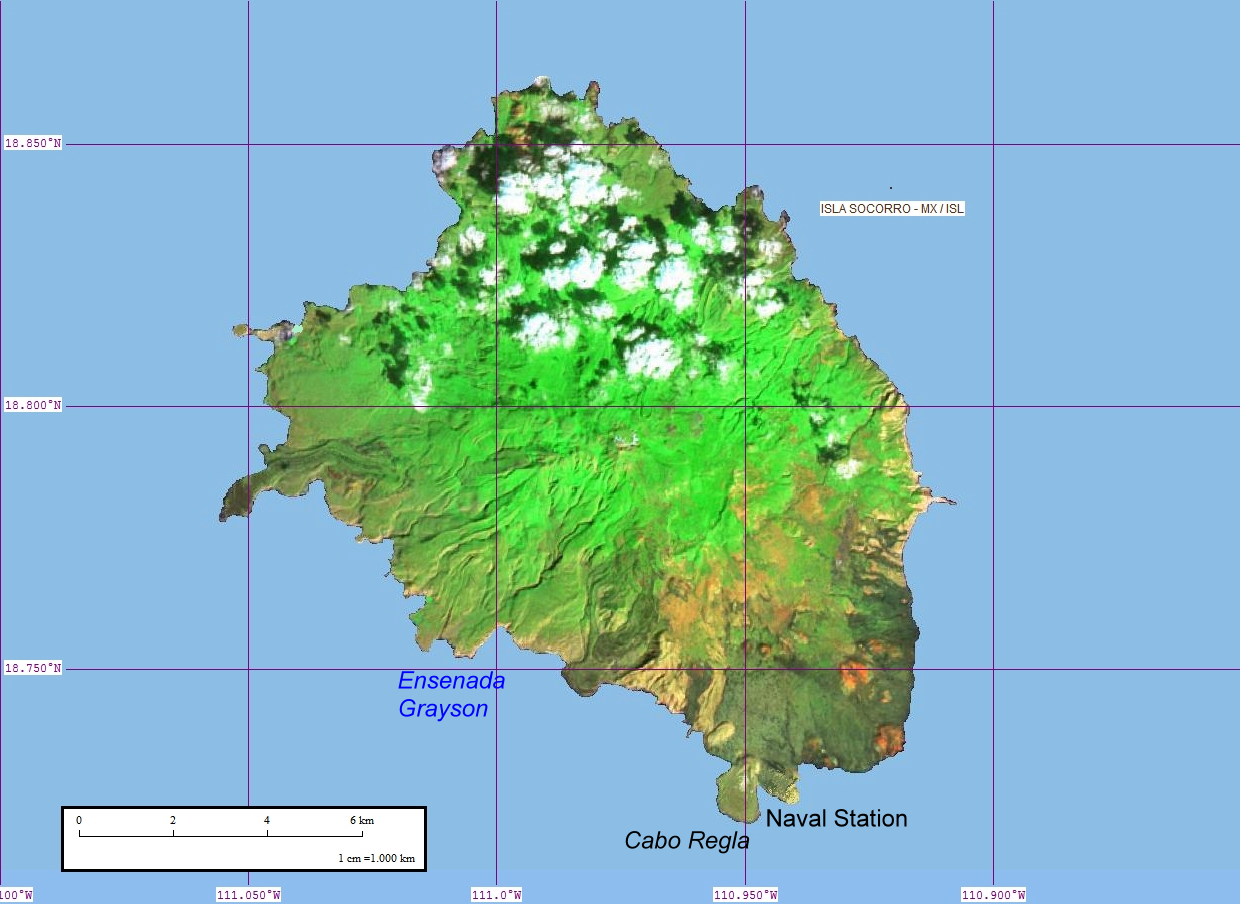
ソコロ島の地図

## 歴史
スペイン人の探検家によって発見されるまで島に人類が居住していた証拠はない。島はエルナン・コルテスのメキシコ征服活動に同行していたエルナンド・デ・グリハルバ（スペイン語: Hernando de Grijalva）によって1533年12月21日に発見され、島をサントトメ島と名付けた。その後、1542年にルイ・ロペス・デ・ビリャロボスによって東インド諸島への航海の途上で再発見され、アヌブラダ島（「曇に覆われた島」の意）に改名した。1608年には別の探検隊を指揮していたマルティン・ヤニェス・デ・アルミダが訪れ、現在の名称であるソコロ島へ改名された。1957年にバルガス・ロサーノ湾の西にメキシコ海軍が海軍基地を建設した。基地の居住可能人数は235名であるが、時期によって駐留者の数は変動する。1997年9月には観測史上最大のハリケーンの一つ、ハリケーンリンダがソコロ島を襲った。

## 観光
ソコロ島はイルカ、サメ、マンタ等の海洋生物の観察に適したスクーバダイビングの目的地である。 島には公共の空港がないため、ダイバーはカボサンルーカスから出発するダイビングクルーズで訪れる。 最も人気のある季節は11月から5月迄で、この時期の海や天候は穏やかである。